# Adam Kocian
Adam Kocian (Andernach, 1 de abril de 1995) es un jugador profesional de voleibol alemán, juego de posición armador. 